# Рамос, Умберто
В Википедии есть статьи о других людях с именем Умберто.
Умберто Рамос (англ. Humberto Ramos) — мексиканский художник комиксов. Наиболее известен своими работами над такими сериями, как Impulse, Runaways, The Spectacular Spider-Man и The Amazing Spider-Man.

## Карьера
Рамос начал свою карьеру в индустрии комиксов в 1989 году. Он начинал в издательстве Kaboom Cómics, а позже попал в DC Comics, где работал над серией Impulse, которая стартовала в марте 1995 года.

## Награды и признание
В 2015 году Умберто Рамос получил премию Inkpot Award за свои достижения в индустрии комиксов.
Такие сайты, как Screen Rant, GamesRadar и Comic Book Resources, называют Рамоса одним из лучших художников комиксов о Человеке-пауке.

### Обложки
- Hardware #20, 30 (Milestone, 1994—1995)
- Impulse #7, 14-15, 18, 21-22, 85, Annual #1 (DC Comics, 1995—2002)
- Showcase '95 #5 (DC Comics, 1995)
- The Avengers #392 (Marvel, 1995)
- 2099 A.D. Genesis #1 (Marvel, 1996)
- Defcon 4 #1 (Wildstorm, 1996)
- Doom 2099 #41 (Marvel, 1996)
- Fantastic Four 2099 #5 (Marvel, 1996)
- Spider-Man 2099 #43 (Marvel, 1996)
- X-Men 2099 #32 (Marvel, 1996)
- Prime #10-15 (Malibu, 1996)
- Devil Dinosaur Spring Fling #1 (Marvel, 1997)
- Generation X #32 (Marvel, 1997)
- Lugo #5 (Cygnus, 1998)
- Wildcats #1 (Wildstorm, 1999)
- Young Justice 80-Page Giant #1 (DC Comics, 1999)
- Danger Girl #6 (Cliffhanger, 1999)
- Action Comics #762 (DC Comics, 2000)
- Dirty Pair: Run from the Future #4 (Dark Horse, 2000)
- Battle Gods: Warriors of the Chaak #2 (Dark Horse, 2000)
- Steampunk #4 (Cliffhanger, 2000)
- Tellos #8 (Gorilla, 2000)
- Superman Annual #12 (DC Comics, 2000)
- Superman: The Man of Steel #106 (DC Comics, 2000)
- Battle Chasers #7 (Cliffhanger, 2001)
- Silke #2 (Dark Horse, 2001)
- Vampi #7 (Harris, 2001)
- Peter Parker: Spider-Man #30-41 (Marvel, 2001—2002)
- Superman/Tarzan: Sons of the Jungle #1-3 (Dark Horse, 2001—2002)
- Young Justice #44-45 (DC Comics, 2002)
- Robin #101 (DC Comics, 2002)
- Superboy #99 (DC Comics, 2002)
- The Spectacular Spider-Man #19-20 (Marvel, 2004)
- Man with the Screaming Brain #2 (Dark Horse, 2005)
- 100 Girls #5 (Arcana Studio, 2005)
- Abiding Perdition #1 (Markosia, 2005)
- Rex Mundi #18 (Image, 2006)
- Runaways v3 #7-9 (Marvel, 2009)
- Young X-Men #6 (Marvel, 2008)
- X-Men: Manifest Destiny #1-2, 4-5 (Marvel, 2008—2009)
- Captain Britain and MI13 #8 (Marvel, 2009)
- Avengers: The Initiative Featuring Reptil #1 (Marvel, 2009)
- X-Men vs. Agents of Atlas #1-2 (Marvel, 2009—2010)
- Deadpool Team-Up #899-885 (Marvel, 2009—2011)
- Avengers vs. Atlas #1-4 (Marvel, 2010)
- Dragon Age #1-6 (IDW, 2010)
- Wolverine: Origins #47 (Marvel, 2010)
- Heroic Age: Prince of Power #1 (Marvel, 2010)
- Avengers & the Infinity Gauntlet #1 (Marvel, 2010)
- Starborn #1-4 (Boom! Studios, 2010—2011)
- Ultimate Mystery #4 (Marvel, 2010)
- The Amazing Spider-Man #667, 677 (Marvel, 2011—2012)
- Onslaught Unleashed #1-4 (Marvel, 2011)
- Uncanny X-Men #535 (Marvel, 2011)
- Moon Knight #1 (Marvel, 2011)
- Fear Itself #6 (Marvel, 2011)
- X-Men v3 #18 (Marvel, 2011)
- Avenging Spider-Man #1, 3 (Marvel, 2012)
- Carnage U.S.A. #1 (Marvel, 2012)
- Age of Apocalypse #1-2, 4 (Marvel, 2012)
- Fanboys vs. Zombies #1 (Boom! Studios, 2012)
- Hulk #50 (Marvel, 2012)
- Halo: Fall of Reach — Covenant tpb (Marvel, 2012)
- Spider-Men #1 (Marvel, 2012)
- Vitriol the Hunter #3 (IDW, 2013)
- Secret Wars: Spider-Island #1-5 (Marvel, 2015)
- Nova #11 (Marvel, 2016)
- The Amazing Mary Jane #1-5 (Marvel, 2019—2020)